# Sallenthin (Kalbe)
Sallenthin ist ein Ortsteil der Ortschaft Jeggeleben und der Stadt Kalbe (Milde) im Altmarkkreis Salzwedel in Sachsen-Anhalt.

## Geographie
Sallenthin, ein in gerader Linie erbautes Straßendorf mit Kirche, liegt etwa 12 Kilometer nordwestlich der Stadt Kalbe (Milde) in der Altmark.
Nachbarorte sind Baars im Westen, Büssen im Norden, Jeggeleben im Osten und Winterfeld im Süden.

## Geschichte

### Mittelalter bis Neuzeit
Im Jahre 1370 belehnt Markgraf Otto die von der Schulenburg mit dem Gericht und dem Schulzen-Lehnpferd in dem Dorpe to Czellentyn. Sallenthin wird 1375 als Sollenthin im Landbuch der Mark Brandenburg erwähnt, der Propst vom Kloster St. Spiritus in Salzwedel hatte hier Einkünfte. Weitere Nennungen sind 1541 Salentin, 1608 Sellentien, 1687 Sallentien sowie 1804 Sallenthin.
Im Mittelalter hatten die v. d. Schulenburg und der Kleine Kaland in Salzwedel hier Einkünfte.
Das Großsteingrab Sallenthin, abgetragen im 19. Jahrhundert, lag an der Grenze zwischen Sallenthin und Quadendambeck. Alfred Pohlmann überliefert eine Sage über ein Hünengrab für eine riesige Frau nordwestlich vom Dorf Sallenthin im Salzwedelschen Kreis. Es wurde Sechwochenbett oder Sechswöchnerin genannt. Die Grabkammer sollte die Wiege darstellen.
Johann Friedrich Danneil berichtete 1843, dass östlich des Dorfes zwei Großsteingräber im Wald zwischen Sallenthin und Jeggeleben im 1841 zerstört worden waren und beschreibt diese auch.

### Herkunft des Ortsnamens
Franz Mertens berichtet, dass die Deutung des wendischen (slawischen) Ortsnamens Sallenthin unsicher sei. Aus den Wortstämmen leda oder lehje für die Heide und za für hinter könnte man den Ortsnamen übersetzen zu Hinter den Heidebüscheln. Der Wortstamm könnte aber auch zel oder zelan für Gras oder Weide sein.

### Eingemeindungen
Ursprünglich gehörte das Dorf zum Arendseeischen Kreis der Mark Brandenburg in der Altmark. Zwischen 1807 und 1813 lag es im Kanton Groß Apenburg auf dem Territorium des napoleonischen Königreichs Westphalen. Nach weiteren Änderungen gehörte die Gemeinde ab 1816 zum Landkreis Salzwedel.
Am 25. Juli 1952 wurde die Gemeinde Sallenthin in den Kreis Kalbe (Milde) umgegliedert. Am 1. August 1973 wurde Sallenthin in die Gemeinde Jeggeleben eingemeindet. Am 1. Januar 2011 wurde Jeggeleben nach Kalbe (Milde) eingemeindet. So kam Sallenthin am gleichen Tag als Ortsteil zur neuen Ortschaft Jeggeleben und zur Stadt Kalbe (Milde).

### Einwohnerentwicklung
| Jahr | Einwohner |
| ---- | --------- |
| 1734 | 068       |
| 1774 | 062       |
| 1789 | 060       |
| 1798 | 064       |
| 1801 | 046       |
| 1818 | 067       |
| 1840 | 125       |
| 1864 | 204       |

| Jahr | Einwohner |
| ---- | --------- |
| 1871 | 222       |
| 1885 | 194       |
| 1892 | [00]188   |
| 1895 | 210       |
| 1900 | [00]214   |
| 1905 | 220       |
| 1910 | [00]221   |
| 1925 | 230       |

| Jahr | Einwohner |
| ---- | --------- |
| 1939 | 209       |
| 1946 | 348       |
| 1964 | 217       |
| 1971 | 194       |
| 2015 | 097       |
| 2016 | 113       |
| 2017 | 109       |
| 2018 | 108       |

| Jahr | Einwohner |
| ---- | --------- |
| 2020 | [00]118   |
| 2021 | [00]115   |
| 2022 | [0]108    |
| 2023 | [0]110    |

Quelle, wenn nicht angegeben, bis 1971, 2015 bis 2018

## Religion
Die evangelische Kirchengemeinde Sallenthin, die früher zur Pfarrei Winterfeld gehörte, wird heute betreut vom Pfarrbereich Apenburg im Kirchenkreis Salzwedel im Bischofssprengel Magdeburg der Evangelischen Kirche in Mitteldeutschland.

## Kultur und Sehenswürdigkeiten
- Die evangelische Dorfkirche Sallenthin ist eine Feldsteinbau aus dem 14. Jahrhundert, der Turm aus Eichenfachwerk stammt aus dem Jahre 1896.[17]
- In Sallenthin steht ein Denkmal für die Gefallenen des Ersten und Zweiten Weltkrieges, ein Feldsteinsockel mit aufgerichteter Granitplatte.[18]